# Jopala
Jopala è una municipalità dello stato di Puebla, nel Messico centrale, il cui capoluogo è la località omonima.
Conta 12.997 abitanti (2015) e ha una estensione di 170,81 km². 	 	
Il significato del nome della località in lingua nahuatl è color verde, per indicare un luogo dove la vegetazione è abbondante e quindi l'agricoltura è ricca.